# Adolf Ehrnrooth
Adolf Erik Ehrnrooth (9 février 1905 à Helsinki — 26 février 2004 à Turku) est un général finlandais qui a servi durant la guerre d'Hiver et la guerre de Continuation.

## Biographie
Adolf Ehrnrooth est un fils du professeur Ernst Hjalmar Ehrnrooth et de Karin Selin. Ses frères sont le général Gustaf Ehrnrooth et le lieutenant colonel Lars Ehrnrooth.
Il est élève du lycée normal suédois d'Helsinki et y obtient son baccalauréat en 1922. À l'encontre des souhaits de ses parents, il se dirige vers une carrière militaire. En 1922, il entre à l'école des cadets et sert dans le régiment des dragons de l'Uusimaa à diverses positions, notamment en tant que capitaine de cavalerie.
Pendant et après les guerres, il a occupé divers positions dans les Forces armées finlandaises.
Le 1er juillet 1941 à 15 h 30, il est grièvement blessé à Selänteenmäki Uukuniemi, et a dû subir une longue série d'opérations chirurgicales.
Adolf Ehrnrooth était un cavalier talentueux et il a notamment représenté la Finlande aux Jeux olympiques à Londres.
Adolf Ehrnrooth est l'une des rares personnes, probablement la seule à avoir personnellement rencontré les onze premiers Présidents de la République de Finlande pendant leurs règnes respectifs.

## Ses dernières années
Adolf Ehrnrooth ne s'est fait connaître du grand public qu'après sa carrière active.
Il était un nationaliste franc et une figure importante du mouvement des vétérans de guerre.
Adolf Ehrnrooth était le visage et la voix désormais associés à la réhabilitation des soldats qui ont assuré l'indépendance de la Finlande.
La longue période d'après-guerre pendant laquelle il n'était tout simplement pas progressiste de valoriser l'armée a pris fin au début des années 1990, époque à laquelle sa personnalité charismatique était à son apogée.
Adolf Ehrnrooth a soutenu l'adhésion de la Finlande à l'Union Européenne.

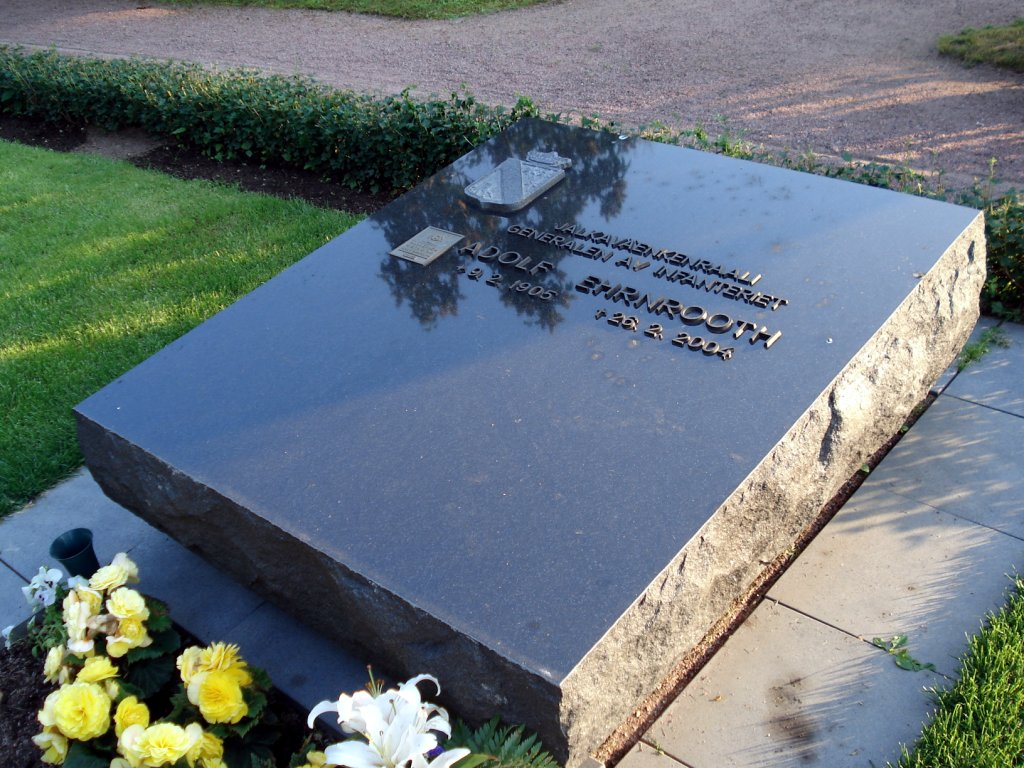
La pierre tombale du général Adolf Ehrnrooth au cimetière d'Hietaniemi à Helsinki.

Dans sa dernière déclaration, il a apporté son soutien à l'ONG finlandaise ProKarelia et à son plan pour le retour des territoires cédés à l'URSS.
Il a dit qu'il défendait les frontières de la Finlande déclarées dans le Traité de Tartu et les considérait comme les seules frontières valables de la Finlande et que c'était une grande injustice que l'Union soviétique ait pris ces territoires
Le général Ehrnrooth est mort le 26 février 2004 et il est enterré au cimetière d'Hietaniemi à Helsinki.
Il a été élu 4e plus important Finlandais de tous les temps par le public finlandais lors de l'émission télévisée Suuret suomalaiset en 2004.

## Distinctions
- Ordre de la Croix de Terra Mariana de première classe